# Kuannersuit
Kuannersuit, eller Kvanefjeld på dansk, er et bjergplateau som ligger ca. 8 km nordøst for byen Narsaq i det sydlige Grønland. Området er på 2,5 km2 og ligger 500-670 meter over havet. Det udgør den nordligste del af Ilímaussaq-komplekset som er en geologisk intrusion. Kuannersuit menes at have verdens næststørste forekomst af oxider af sjældne jordarter og den sjettestørste forekomst af uran. Der er også betydelige forekomster af natriumfluorid, og Kuannersuit menes at være en af de største fler-grundstofsaflejringer af sin art i verden.

## Minedrift
Mineralforekomsterne blev først opdaget i 1950'erne. Fra starten fokuserede man mest på uranudvinding. Udnyttelsen af uran blev blandt andet promoveret af Niels Bohr som besøgte Narsaq i 1957 og drømte om at bruge grønlandsk uran til danske atomkraftværker. I 1962 blev den første malmprøve udvundet, og i perioden 1979-1982 blev der udvundet omkring 10.000 tons malm fra en boret minetunnel til brug på Forsøgsanlæg Risø. I 1985 blev det besluttet ikke at bruge atomkraft i Danmark, og planerne for minedrift i Kuannersuit blev skrinlagt indtil 2007 hvor Hjemmestyret gav det australske mineselskab Greenland Minerals and Energy tilladelse til at starte forundersøgelser for kommerciel minedrift efter sjældne jordarter.
Et udkast til en VVM-redegørelse indeholdt i 2016 planer for en åben mine med 800 ansatte hvor der skulle brydes 3 millioner tons malm om året i 37 år for at udvinde sjældne jordarter og uran. Til udvindingen skulle der bruges 21.000 tons kemikalier om året, og restproduktet tailings skulle placeres på bunden en sø i nærheden omgivet af 45 og 60 meter høje dæmninger. Ifølge mineselskabet ville projektet medføre 56 milliarder kroner i skatter og afgifter til Grønland over 37 år.
En mine ville også medføre problemer med forurening og radioaktivitet, både fra uran og fra thorium som findes i malmen, men ikke var planlagt udvundet. Det førte til store protestbevægelser i Grønland, og uenighed om minen i Grønlands regering førte til Landstingsvalget i Grønland 2021 hvor minen blev et af de største emner i valgkampen. Efter valget dannede Inuit Ataqatigiit og Naleraq en regering som vil stoppe minen i Kuannersuit og forbyde udvinding af uran.